# شان اوکانل
شان اوکانل (انگلیسی: Sean O'Connell؛ زادهٔ ۲ سپتامبر ۱۹۸۳) اهل ایالات متحده آمریکا است. وی بین سال‌های ۲۰۰۷ تا ۲۰۱۹ در رشته هنرهای رزمی ترکیبی میلادی فعالیت می‌کرد.